# Gilles Vervisch
Gilles Vervisch est un professeur de philosophie français, né à Rouen en 1974.

## Biographie
Né en 1974, à Bois-Guillaume (Seine-Maritime), originaire de Rouen, Gilles Vervisch a fait hypokhâgne (lycée Jeanne-d'Arc à Rouen), puis Khâgne (lycée Malherbe, à Caen). Après une licence de philosophie à Paris I Panthéon-Sorbonne, puis une maîtrise sur le thème : « La position du problème moral chez Hume », il obtient l’agrégation de philosophie en 2000. Il a enseigné au lycée de la Côte d'Albâtre à Saint-Valery-en-Caux (Seine-Maritime). De 2007 à 2020, au lycée Paul-Émile-Victor à Osny (Val-d'Oise). Il enseigne depuis 2020 au lycée polyvalent Louis-Armand à Eaubonne (Val-d'Oise).
Plutôt classé dans la pop philosophie, il est l’auteur de plusieurs ouvrages cherchant à rendre la philosophie accessible en partant de questions du quotidien ou de la pop culture (comme Star Wars). En janvier 2012, il participe à TEDx Concorde pour traiter le thème de la diversité à partir des clones.
De juillet 2011 à juillet 2014, il a animé une chronique philo à Radio France sur Le Mouv', avant de faire quelques apparitions télé.